# Textual Criticism and Qur’ān Manuscripts
Textual Criticism and Qur’ān Manuscripts is een boek uit 2011 over de tekstkritiek van de Koran geschreven door Keith E. Small, een onderzoeker en docent aan het Centre for Islamic Studies and Muslim–Christian Relations bij de London School of Theology.

## Inhoud
Het boek is een toepassing van "beredeneerd eclecticisme" op een klein stuk van de Koran, namelijk Soera Abraham (14), vers 35 tot en met 41. Het boek bestaat uit vier delen: 
1. Hoofdstuk 1 en 2 vormen een inleiding en bevatten foto's en beschrijvingen van de gebruikte handschriften.
2. Hoofdstukken 3 tot en met 8 beschrijven de tekstvarianten in de handschriften.
3. Hoofdstukken 9 tot en met 11 bevatten vergelijkingen tussen deze varianten met islamitische documenten over varianten en besprekingen van de mogelijke oorzaken van deze varianten, inclusief onbedoelde fouten in mondelinge overlevering of moedwillige aanpassingen.
4. Hoofdstuk 12 bevat een conclusie.

Small concludeert dat een kritische tekst van de Koran momenteel niet geconstrueerd kan worden. Hij schrijft, "...de beschikbare bronnen leveren niet de benodigde informatie om de originele tekst van de Koran uit de tijd van Mohammed te reconstrueren. Noch leveren ze tot dusver de benodigde informatie voor het reconstrueren van de tekst rechtstreeks na de dood van Mohammed tot de eerste officiële editie [de Samarkandcodex] van de Koran die volgens de traditie werd vervaardigd in opdracht van kalief Oethman." Professor Fred Donner van de Universiteit van Chicago meent dat Smalls werk aantoont "dat er een zeer vroege poging is geweest om een uniforme consonantale tekst van de Koran vast te stellen uit wat waarschijnlijk een grotere en meer gevarieerde groep van verwante teksten was in de vroegere overlevering. [...] Na de productie van deze gestandaardiseerde canonieke tekst werden eerdere gezaghebbende teksten verwoest en alle nog bestaande handschriften – ondanks hun talloze varianten – lijken te dateren uit een tijd nadat deze standaard consonantale tekst was vastgesteld." Donner zei echter ook dat de conclusies van Small nog voorlopig zijn, omdat vergelijkbaar werk op langere passages van de Koran tot andere resultaten zou kunnen leiden.

## Receptie
Professor Fred Donner van de Universiteit van Chicago schreef dat het boek van "overduidelijke uitmuntendheid en belang", met "slechts kleine foutjes". Een van de mankementen die Donner ziet is dat Small het werk van Christoph Luxenberg niet bij zijn onderzoek heeft betrokken. Efim Rezvan van de Staatsuniversiteit van Sint-Petersburg zei dat het werk "uitstekend" is en "nieuwe inzichten levert in de geschiedenis van de ontwikkeling van een gestandaardiseerde tekst van de Koran." Marcin Grodzki van de Universiteit van Warschau schreef dat — ondanks enkele "luttele fouten" — Small moet worden geprezen voor zijn werk en dat het een "prominente plaats" zou moeten worden gegeven in bibliotheken die zich bezighouden met de geschiedenis van de vroege islam en de koranwetenschap. Een fout die Grodzki ziet is dat het boek geen rekening houdt met de mogelijkheid dat er verschillende alfabetten zijn gebruikt in de aanvankelijke overlevering van de Koran, zoals de hantering van het Syrische alfabet in het Garshuni.
In zijn recensie ondersteunt Hurtado de conclusies van Small. "Zoals Small boud verklaart: ‘de geschiedenis van de overlevering van de tekst van de Koran is op zijn minst net zo veel een getuigenis van de vernietiging van Koranisch materiaal als dat het van zijn behoud is’ en ‘is ook een getuigenis van het feit dat er nooit slechts één originele tekst van de Koran was’ (p. 180). Wat we met de Koran hebben zoals die is overgeleverd, is ‘een tekst-vorm die was gekozen uit een groep van andere, die vervolgens is bewerkt en gecanoniseerd ten koste van die andere en daarna nog verbeterd is teneinde haar te doen conformeren aan een gewenst ideaal’ (p. 184)." ... "Dit is niet zo geheel anders dan de tekstuele geschiedenissen van andere religieuze teksten. En misschien is dat wel het hoofdpunt dat uit de analyse van Small voortkomt. Het is rijkelijk gedocumenteerd, geïnformeerd door andere recente studies (zowel traditionele islamitische als ‘westerse’), irenisch en respectvol in toon en een solide en indrukwekkende casus voor de waarnemingen die er worden gepresenteerd."